# Hainault (métro de Londres)
Hainault est une station de la Central line, du métro de Londres, en zone 4. Elle est située sur la New North Road à Hainault, dans le borough londonien de Redbridge.

## Services aux voyageurs

### Desserte

Quais de la station
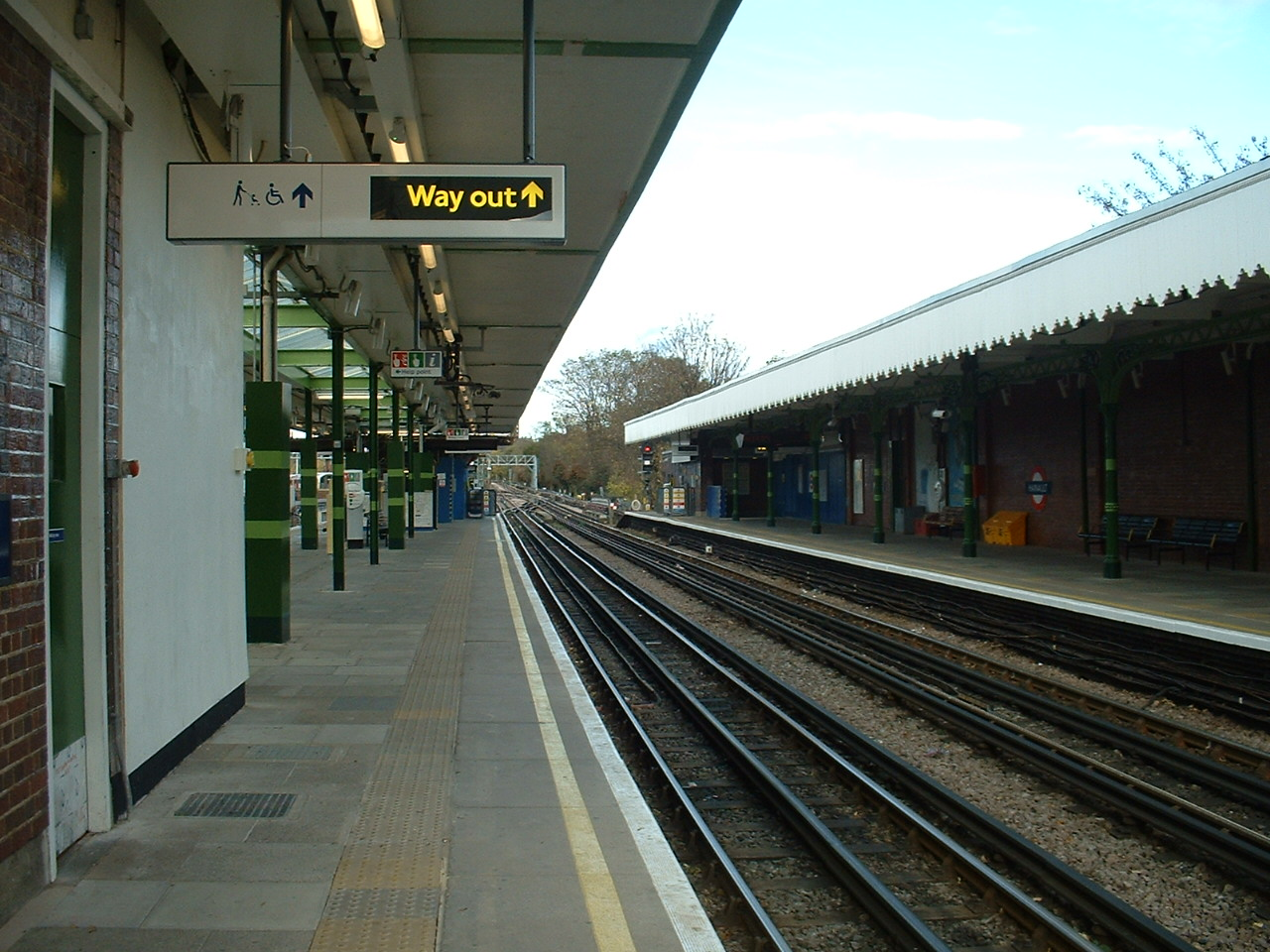
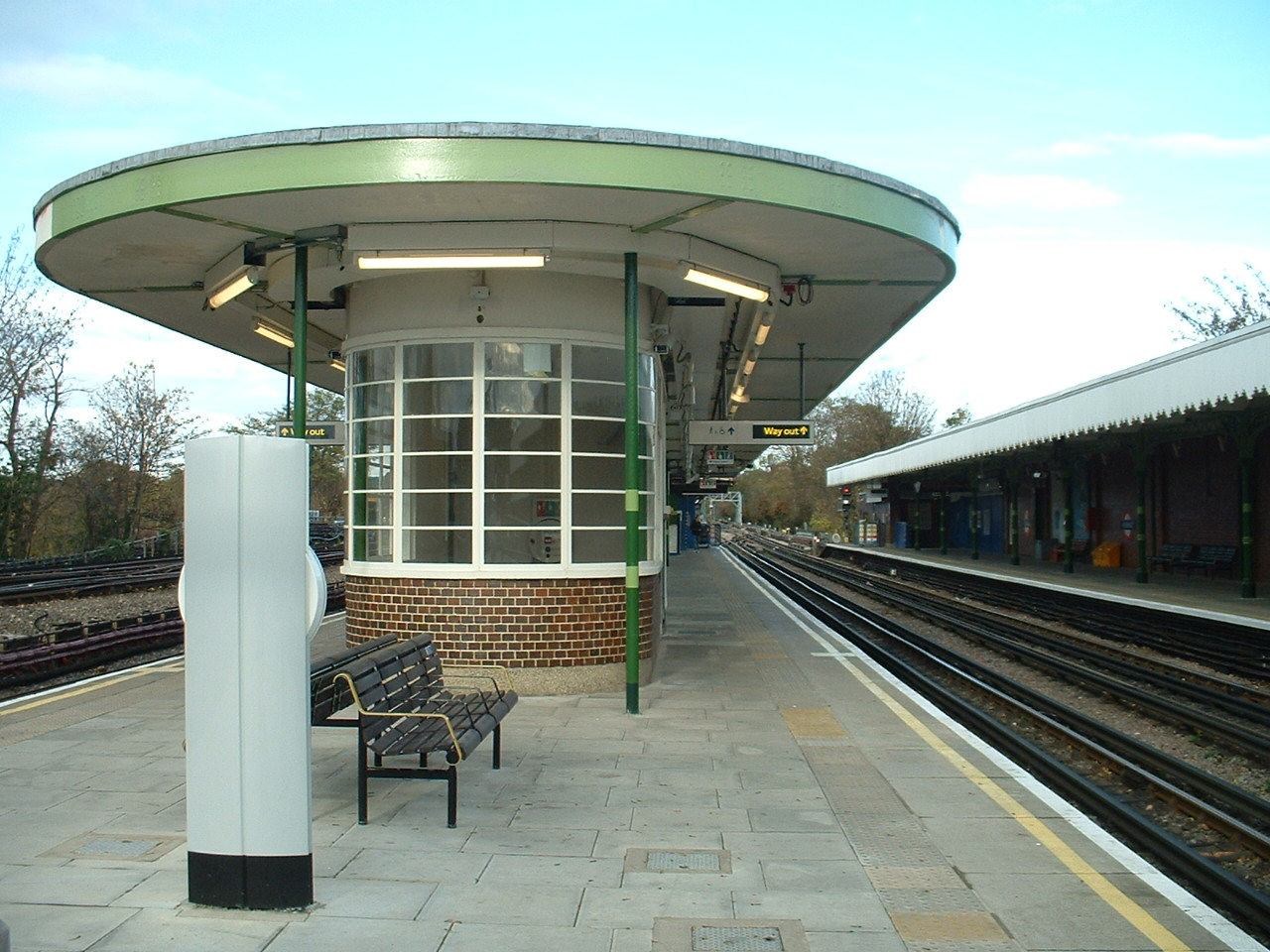
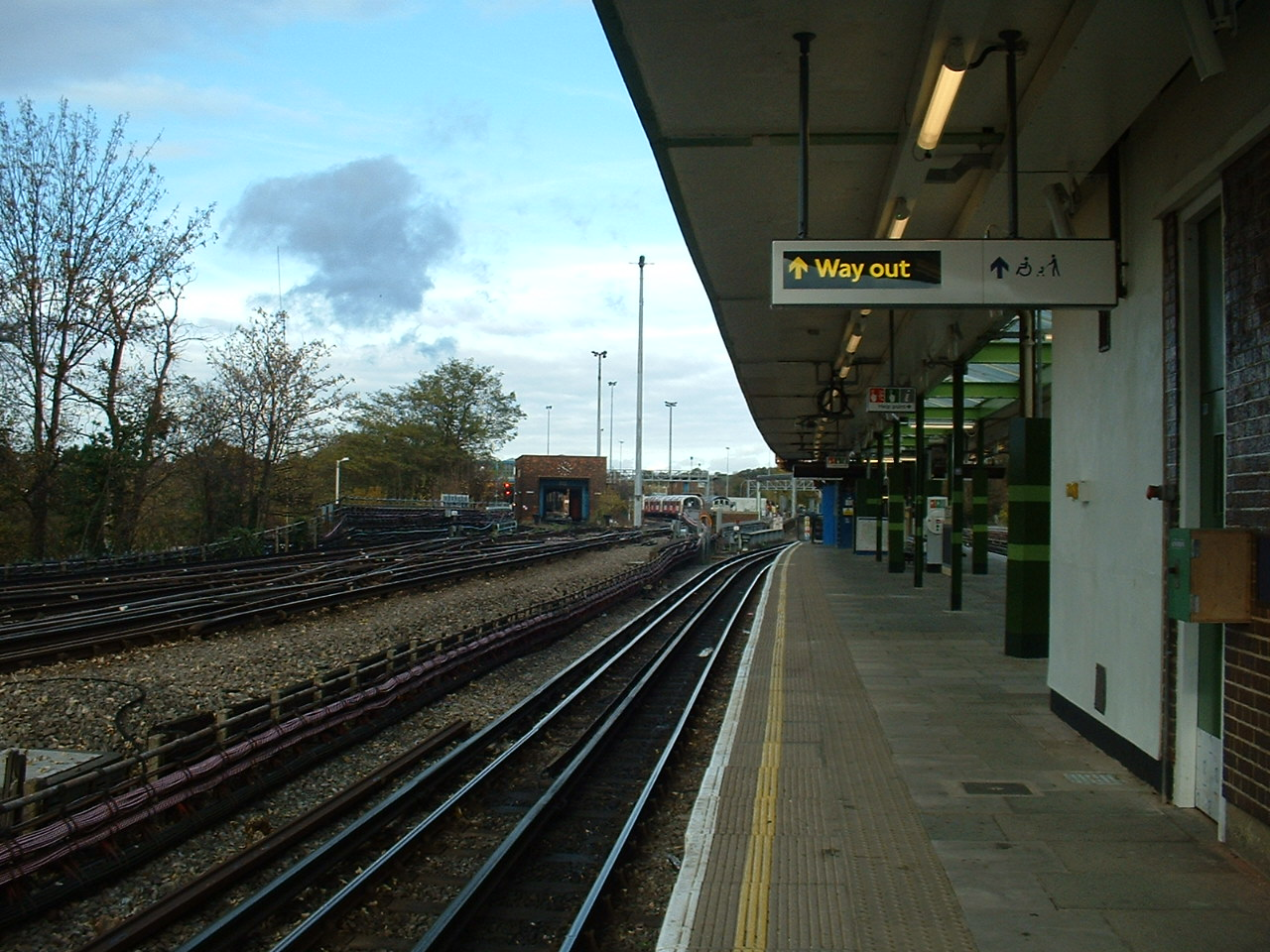

## À proximité
- Hainault